# Ócsa
Ócsa là một thành phố thuộc hạt Pest, Hungary. Thành phố này có diện tích 81,66 km², dân số năm 2010 là 9064 người, mật độ 111 người/km².